# 25266 Taylorkinyon
25266 Taylorkinyon este un asteroid din centura principală de asteroizi.

## Descriere
25266 Taylorkinyon este un asteroid din centura principală de asteroizi. A fost descoperit pe 10 noiembrie 1998 la Socorro, New Mexico, în cadrul proiectului LINEAR. Asteroidul prezintă o orbită caracterizată de o semiaxă mare de 2,45 ua, o excentricitate de 0,18 și o înclinație de 1,1° în raport cu ecliptica.